# 浮体式洋上風力発電

世界初の実用的な浮体式洋上風力発電タービンであるHywind。 外洋に曳航される前、ノルウェーのスタヴァンゲル市近郊にあるÅmøyフィヨルドにて組み立てられて浮かんでいる

浮体式洋上風力発電(ふたいしきようじょうふうりょくはつでん)とは洋上風力発電の一種。洋上に浮かぶ構造物による風力発電。水深50mを超えると着床式では採算性が悪化するので、50m～200mの海域では浮体式風力発電機が設置される。
2009年にノルウェーのスタヴァンゲル洋上10kmに浮かぶHywindが世界で初めて実用化されて以降、ポルトガルのPóvoa de Varzim沖に設置されたWindFloatなど、世界各国で設置が進んでいる。今後もさらなる普及が期待されている。

## 概要

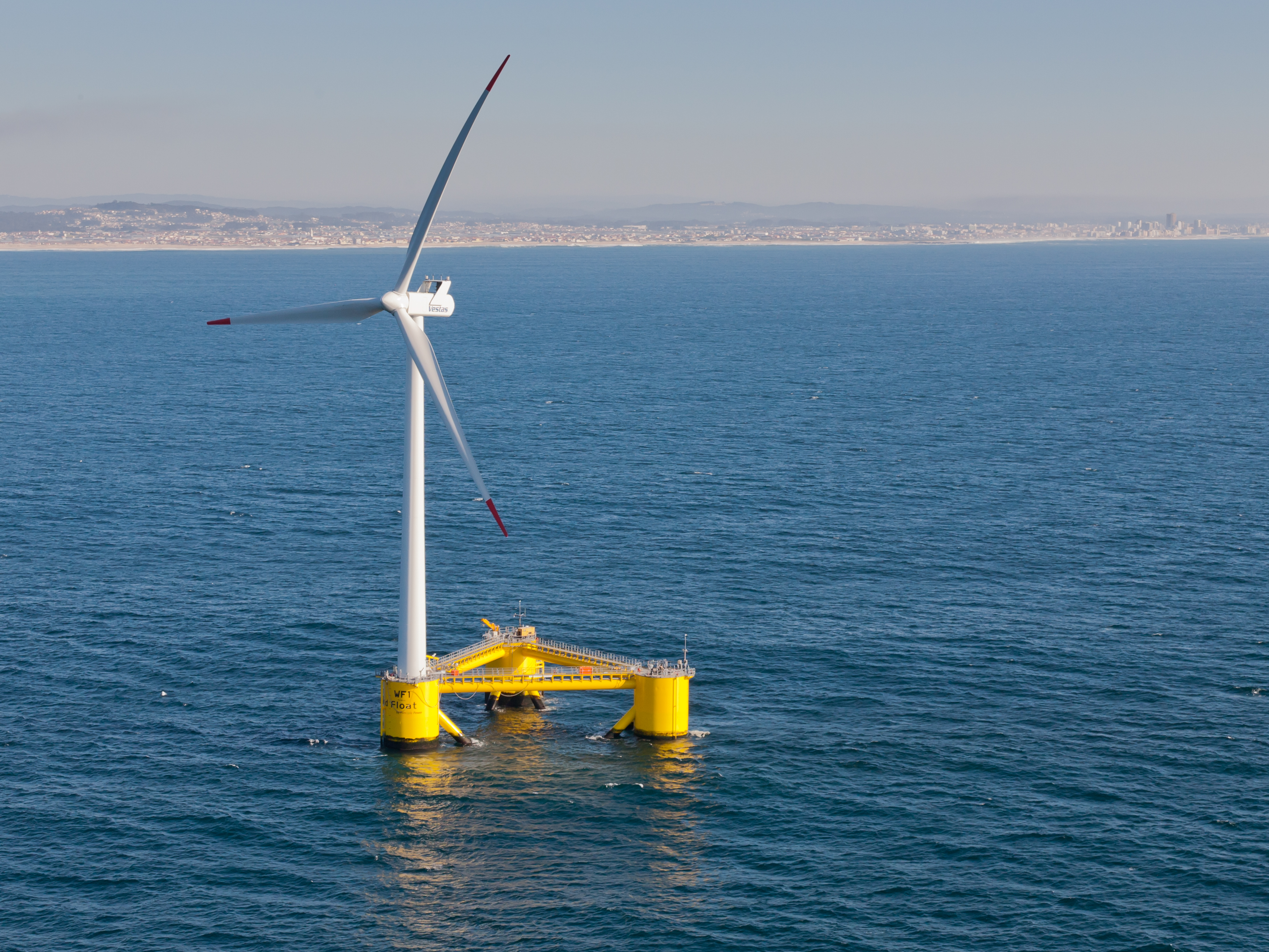
ポルトガルのWindFloat。Póvoa de Varzimの洋上5kmにある

外洋では風を遮るものが無いため、陸上や陸地に近い洋上よりも強く安定した風力が利用できるが、水深が深すぎるために着底式の風力タービンが建設できないことがある。浮体式構造物を利用することで、そのような場所でも風力発電を行うことが可能となる。
浮体式洋上風力発電のコンセプトはマサチューセッツ大学のWilliam E. Heronemus教授が1972年に考えついたものであるが、風力発電の商業性が確立された1990年代半ばに至って再注目され、ようやく実現に向けての本格的な研究が始まった。
既存の着底型の風力タービンによる洋上風力発電は水深30メートルのところまでに限られていたが、水深600メートルまでの外海における風力発電のリソースは比べ物にならないほど豊富であり、また海底電力ケーブルを介して海沿いにある都市まで送電するのは困難なことではない。
2007年12月、イタリアの洋上21kmに初の浮体式洋上風力発電施設となるBlue H が建設された。このタービンはプロトタイプ機であり規模は小さい。一年にわたる実験計画を達成して各種の運用データを収集した後、2008年末をもって退役した。
Hywind は2.3メガワットの発電能力を持つ、世界初の実用的な浮体式洋上風力発電施設である。ノルウェーの洋上10kmの北海にて2009年9月より運用を開始し、2016年までに、タービンは50GWhを生成した。設備利用率は41％を記録。タービンは2019年に販売され、さらに10年間の生産とテストが見込まれている。
2017年、イギリスのスコットランド沖でノルウェーのエネルギー企業スタットオイル（en:Statoil）が世界初の浮体式商用洋上風力発電所を稼働させた。この浮体式洋上風力発電所で用いられている風車は、翼長75mの羽根を3枚組み合わせた直径154mという巨大なもので、全長は253m（海面からの高さ175m、海面下78m）であり、1基あたり6MWの出力を持つ。

## 実例

Blue Hで用いられているtension leg繋留システム。灰色で示されたtower-bearing structureは、左図では自由に浮かんでいる状態。右図ではケーブル(赤色)の張力によって海底の錘(薄い灰色)の方に引っ張られている状態。

### Blue H
Blue HはオランダのBlue H Technologies社によって、イタリアのプッリャ州の南東、陸地から21キロ、水深113メートルの南アドリア海洋上に2008年に 設置された。実際に運用されたものとしては世界初となる浮体式洋上風力発電施設ではあるが、発電能力わずか80キロワットであり実用的な物ではなく、風力と海の状態をテストするためのプロトタイプ機である。設置されてちょうど一年後の2008年末に退役した。
Blue H Technologies社はこのプロトタイプ機において、「tension-leg platform」と呼ばれる係留システムと、2枚のブレードによるタービンを利用した。2枚のブレードによる風力タービンは3枚のブレードよりも大きな翼弦をとることができ、末端のスピードをより大きく出来るメリットがあったが、一方で騒音公害も大きくなるデメリットがあった。しかし人家から遠く離れた外洋では、騒音公害を気にする必要が無いのである。
2009年現在、Blue H Technologies社は退役したプロトタイプ機の後継となるフルスケールの商用の2.4 MWタービンをイタリアのブリンディジにて建設中である。2010年にはこのタービンを、プロトタイプを設置したのと同じ場所に設置する予定であり、それが38基(90MW)の浮体式洋上風力発電タービンからなるTricase洋上風力発電所における最初のタービンとなる予定である。

### Hywind

Hywindで用いられているloose mooring catenary係留システム。カテナリーケーブルによって係留された円筒形の浮体式構造物が浮かんでいる。Hywindはballasted catenaryと呼ばれる係留方法を用いており、それぞれの係留ケーブルの中央に60トンの錘を設置し、張力を加えている

Hywindは、スタトイルハイドロ社（現：エクイノール）によって2009年6月に供用された。実用的な大容量の浮体式洋上風力発電タービンとしては世界初の施設である。2009年6月、120メートルの高さを持つTechnip社製の浮体式のタワーと、2.3MWの発電能力を持つSiemens Wind Power(シーメンス)社製の風力タービンが、海が穏やかなスタヴァンゲル市近郊にあるÅmøyフィヨルドにて組み立てられた後、Karmøy村の南西10キロ、水深220メートルの地点まで曳航され、2年間のテストに供された。
基礎部分を所有するのはエクイノール社である。エクイノールのAlexandra Beck Gjorvは、「この実験はこれまでの洋上風力発電を別次元に引き上げる手助けとなるだろう（中略）浮体式洋上風力発電の潜在的なグローバル市場は巨大であり、そのコストをどれだけ下げられるかにかかっている」と語っている。
エクイノールはまた、「浮体式洋上風力発電は未熟であり商用化は厳しい」とも発言している。
この世界初の実用化された浮体式洋上風力発電タービンは、建設と設置に約4億クローネ(6200万ドル)もかかった。
Hywindは年間約9GWhの電力を生み出すと期待されていたが、実際には2010年度に7.3GWhの電力を供給し、11メートルの波にも無傷で耐え、ノルウェーの電力網に電力を供給し続けた。

## 分類
浮体式洋上風力発電は2つのタイプに分類できる。
- single-turbine-floater (ひとつの浮体式構築物にひとつの風力タービンを設置)
- multiple turbine floaters (ひとつの浮体式構築物に複数の風力タービンを設置)

## 係留システム
浮体式構造物を海中で係留する主なシステムは、広義には以下の3種である。より狭義には、tension-legとCatenary mooring systemsの2つといえる。
- Tension leg mooring systems - 張力のかかった垂直の紐(テザー)による、傾いたり回転したりといった状態から復帰させる強い慣性モーメントを利用する。
- Catenary mooring systems - 逆に張力や剛性の小さいカテナリーを用いて、定位置に留めさせる[21]
- ballasted catenary - カテナリー式の係留ケーブルの真ん中に数トンの錘を設置し、ケーブルの張力を増やして海上の浮体式構造物の剛性を増やす。

## 経済性
技術的には、既に浮体式構造の長期耐久性は何十年にもわたって海洋および海上石油採掘産業によって成功裏に実証済みなので、洋上浮体式風力発電設備の理論的実現可能性は疑問視されていないものの、浮体式発電風車のプラットフォームにおいては、1000基以上にもおよぶ海底石油掘削装置の展開の長期間にわたる経済性はまだ実証されておらず未知数と言える。洋上浮体式発電風車の場合、浅い水深若しくは陸上設置風車の基礎として一般的に使用されている杭打ちの基礎または従来のコンクリートの基礎に、浮体構造が置き換わることになる。浮体構造は、風力発電機の重量を支え、ピッチ、ロール、上下運動を許容範囲内に抑えるために十分な浮力を提供しなけらばならない。風力発電機本体の資本費用は、浅瀬での現在の海上設置風力発電機の費用よりも大幅に高くなることはないものの、浮体式洋上風力発電機の経済性は主に浮体式構造と配電設備に関する追加費用によって決定される。これらは、洋上風が強く、大規模な電力の消費地に近接している（例：配電の距離が短い）ので相殺される。
2009年の時点では、浅海洋上風力技術の経済的実現可能性はより完全に理解されている。現在10年以上にわたって多くの国の洋上の固定設備から得られた経験的データにより、典型的な費用は明確になっている。世界エネルギー評議会によると、浅海風力発電はメガワットあたり240〜300万米ドルの費用がかかるとされる。
2009年の時点では、沖合設置の浮体式洋上風力の実用的な実現可能性とユニット毎の経済性はまだ明確ではなかった。2009年に最初に沖合に実用的な風力発電設備が設置された。
2010年10月の時点で、新しい実現可能性調査は、浮体式洋上風力発電が英国および世界のエネルギー市場で技術的および経済的に実行可能になってきていることを裏付けている。 浮体式風力発電機の設置に関連する初期費用の増加は、風が強く信頼性の高い英国の沿岸沖に設置できるという事実によって相殺される。
英国で実施された最近の沖合設置風力発電に関する評価研究では、英国の風力、波力、潮力の3分の1を使用するだけで、北海の石油およびガスの生産高と同水準の年間10億バレルの石油に相当するエネルギーを生成できることが確認されている。送電線の設置に必要な調整が主な課題である。

### コスト
- エネルギー密度の低い発電手段ほど、浮体が沢山必要になる。
- 浮体風力発電所は陸上に比べ騒音問題がないが、浮体原子力発電所に比べ10倍の浮体を必要とする。但し浮体太陽発電発電所に比べれば1/10以下の浮体で済む。
- 2011年現在での浮体風力発電コストは20円/kwh前後である。

## 日本における浮体式洋上風力発電
日本の排他的経済水域は世界6位という広大な面積となり、洋上風力発電のポテンシャルは非常に大きい。また。日本は欧州などと異なり遠浅の海岸が少ないため、浮体式の実用化が洋上風力発電普及の鍵になると見られている。潜在的に最も主要なマーケットは日本であると、Hywindを供用したエクイノール社は主張している
日本では、2011年に初の実証試験が長崎県五島市の椛島沖で実施された。
2012年には、東日本大震災に伴う福島第一原子力発電所事故が発生した福島県の復興支援のため、産学官連携で日本初の浮体式洋上風力発電所をつくる福島洋上風力コンソーシアムが立ち上がった。13年には2MW風車が福島県楢葉町沖20kmに設置された。15年12月には7MW風車、17年2月には5MW風車を増設し、浮体式ウィンドファームの実証を行った。2017年7月～18年6月までの結果として、2MW風車では稼働率が94.1%、設備利用率が32.9%で、商用水準に達していると認められた。５MW風車の稼働率は61.3%、設備利用率は18.5%。初期の不具合により稼働率が一時低迷した期間もあったが、運転時間の経過とともに改善しており、今後信頼性が高くなると見込まれ、引き続きデータを取得し、安全性・信頼性の実証を行っていくことが必要と判断された。一方、7MW風車は、稼働率16.4%、設備利用率3.7％と、油圧システムの初期の不具合などで稼働率は低い水準に留まったため、撤去の準備を進めるべきと判断された。
実証実験であったが、不採算を理由に2021年以降の継続が困難になり、引き継ぎを希望する企業連合もあったが、国が設けた長期事業性などの条件を満たさず終了・撤去することが決まった。9年間で計621億円の国費を投じた巨大プロジェクトは批判も大きかったが、担当した資源エネルギー庁は「得られたデータは価値がある」と実証研究の成果を強調した。
2019年5月、バージ型浮体と呼ばれる小型の浮体に風車を搭載したタイプの“次世代浮体式洋上風力発電システム実証機”を設置し、運用を開始している。なおこの実証運転は、2021年度まで行われる予定。
2020年、政府は洋上風力で2030年に1000万kWを目標に掲げた。2021年、NEDOによる技術開発ロードマップでは、風車・浮体・ケーブル等の一体設計を行った実海域での実証を2025年前後に行うことにより、 商用化に繋げるとしている。